# 月の夜 星の朝
『月の夜 星の朝』（つきのよる ほしのあさ）は、本田恵子による日本の漫画作品。

## 概要
『りぼん』（集英社）本誌にて、1983年2月号から1985年11月号まで連載された。全34回。コミックス全8巻、文庫版全4巻。いずれも集英社発行。
本田恵子の初期の代表作であり、また同作者が『りぼん』に発表した作品のうち最も長い作品である。当時大ヒットとなり、同じ頃に連載されていた池野恋の「ときめきトゥナイト」と人気を争った。コミックス第1巻の「作品かいせつ」に「恵子タンが、パワー全開で描いたときめきの初恋ロマン」とある。また文庫版第4巻の作者自身によるあとがきに「私の、初めての連載で、私の原点とも言える作品です」とある。
1984年には青田浩子主演（梁川りお）で映画化され、主題歌のレコードも発売された。
なお、本作品においてはバスケットボールが全体を貫く重要なモチーフとなっているが、同じモチーフは、『月の夜 星の朝』以前に発表された初期作品「トレーナーのイブ」（『りぼん』1981年12月号）「朝焼け坂ロック」（『りぼん』1982年3月号、4月号）の2作品にも見える。

## あらすじ（コミックス第1巻の途中まで）
鏡子（りおの叔母）と虎彦（遼太郎の叔父）の結婚式の場面から物語は始まる。結婚式に出席していた当時4歳のりおと遼太郎は、大人たちの前でキスをして周りを驚かせる。それから10年の歳月が流れ、中学生になった2人は、中学対抗バスケットボール大会の決勝戦で偶然再会する。りおは中学生になっても遼太郎にほのかな思いを寄せているが、バスケ部の先輩の森村から告白され、2人の間で気持ちが揺れ動く。
りおは鏡子の紹介で3時間のテレビドラマ『北風のうしろの国へ』に出演することになる。最初は単なるエキストラの予定だったが、主人公の幸美を演じるはずだった杉田聖子が足をケガしたため、その代役を務めることになる。りおは亡くなった幸美が遼太郎を好きだったことを知り、幸美に複雑な感情を抱く。相手役の遼太郎はりおとの共演に拒否反応を示すが、結局押し切られてしまう。2人はそれぞれ悩みながらもドラマの役作りに取り組んで行く。
そんなところへ、名古屋北山中で遼太郎のクラスメートだった小鹿まゆみが転校して来る。小鹿はやはりバスケットボール部員で、りおをライバル視している。小鹿から遼太郎が本当に好きな相手を教えられたりおは、眠れずに思い悩む。

## 主な登場人物（コミックス第1巻 - 第8巻まで）
梁川 りお（やながわ りお）
物語の主人公。朝日野（あさひの）中の2年で女子バスケットボール部に所属。背番号7。夏目鏡子の姪。4歳の時に遼太郎とキスしたことをずっと覚えている。
坂本 遼太郎（さかもと りょうたろう）
りおの幼馴染。楠（くすのき）中の2年で男子バスケットボール部に所属。背番号13。夏目虎彦の甥。4歳までりおと一緒だったが、5歳の時に転校し、りおと離れる。名古屋北山（ほくざん）中のバスケのリードマンとして有名だったが、中2の終わり頃にりおの住む町に戻り、楠中のバスケ部に転入する。テレビドラマ「北風のうしろの国へ」に出演し、本人の役を演じることになる。
森村 靖彦（もりむら やすひこ）
朝日野中の3年で男子バスケットボール部員。背番号8。りおたちの1年上で、りおは「森村先輩」と呼んでいる。バスケットの決勝戦で楠中と戦って以来、遼太郎をライバル視している。りおのことが好きで、大晦日のバスケ部の初詣の時にりおに告白するが、後にフラれる。中学を卒業した後は高穗（たかほ）高校に進学。
龍川 幸美（たつかわ ゆきみ）
女子中学生。故人。生前は名古屋北山中のバスケットボール部に所属していた。同じバスケ部の遼太郎のことが好きだったが、若くして白血病で亡くなる。その日記をもとにした本『北風のうしろの国へ』が話題になり、テレビドラマ化されることになる。最初は人気アイドルの杉田聖子がその役を演じるはずだったが、ケガのためりおが代役を務めることになる。
杉田 聖子（すぎた せいこ）
人気No.1の中学生アイドル。テレビドラマ『北風のうしろの国へ』に主人公の幸美役で出演する予定だったが、足をケガし、りおが代役を務めることになる。その病室を遼太郎が見舞いに訪れる。
浜田 麻衣（はまだ まい）
朝日野中の2年で、女子バスケットボール部に所属。りおの親友。明るい性格。森村に思いを寄せている。
小鹿 まゆみ（こじか まゆみ）
龍川幸美の自称親友。名古屋北山中では遼太郎のクラスメートだった。遼太郎のいる楠中に転校して来る。女子バスケット部員として、りおをライバル視している。
夏目 虎彦（なつめ とらひこ）
鏡子の夫。遼太郎の父の弟で、遼太郎の叔父。
夏目 鏡子（なつめ きょうこ）
虎彦の妻。りおの母の妹で、りおの叔母。高校の時から演劇を志し、テレビの人気女優となる。『北風のうしろの国へ』に主人公の母親役で出演。
坂本 伊吹（さかもと いぶき）
遼太郎の父親が伊吹の母と再婚した事で、遼太郎と義兄妹になるが非行に走り、暴走族の頭（ヘッド）の彼女になる。実は遼太郎に思いを寄せていたため、再婚には複雑な思いを抱いていた。
後に暴走族から抜け、オーディションに応募し合格。女優デビューする。

## コミックス
- 新書判および文庫判のコミックは、現在ではすべて絶版となっている（2024年時点）。

### 新書判
- 本田恵子 『月の夜 星の朝』 集英社〈りぼんマスコットコミックス〉、全8巻
  1. 1983年11月20日第1刷発行、〈RMC-278〉、ISBN 4-08-853278-3。1983年2月号から5月号までを収録。
  2. 1984年2月20日第1刷発行、〈RMC-286〉、ISBN 4-08-853286-4。1983年6月号から9月号までを収録。
  3. 1984年5月20日第1刷発行、〈RMC-295〉、ISBN 4-08-853295-3。1983年10月号から1984年1月号までを収録。
  4. 1984年8月20日第1刷発行、〈RMC-305〉、ISBN 4-08-853305-4。1984年2月号から5月号までを収録。
  5. 1984年12月17日第1刷発行、〈RMC-316〉、ISBN 4-08-853316-X。1984年6月号から9月号までを収録。
  6. 1985年4月20日第1刷発行、〈RMC-328〉、ISBN 4-08-853328-3。1984年10月号から1985年2月号までを収録。
  7. 1985年9月18日第1刷発行、〈RMC-343〉、ISBN 4-08-853343-7。1985年3月号から6月号までを収録。
  8. 1986年1月19日第1刷発行、〈RMC-355〉、ISBN 4-08-853355-0。1985年7月号から11月号までを収録。

### 文庫判
- 本田恵子 『月の夜 星の朝』 集英社〈集英社文庫 コミック版〉、全4巻
- 第1巻の巻末には『キャプテン翼』の高橋陽一による解説エッセイが収録されており、第4巻の巻末には本田恵子自身によるあとがきが収録されている。
  1. 1998年6月23日第1刷発行、〈集英社文庫：ほ13-1〉、ISBN 4-08-617385-9
  2. 1998年6月23日第1刷発行、〈集英社文庫：ほ13-2〉、ISBN 4-08-617386-7
  3. 1998年8月16日第1刷発行、〈集英社文庫：ほ13-3〉、ISBN 4-08-617387-5
  4. 1998年8月16日第1刷発行、〈集英社文庫：ほ13-4〉、ISBN 4-08-617388-3

## 続編
2009年より、続編『月の夜 星の朝35ans（トランサンカン）』が『office YOU』に連載されている。

### 続編35ans コミックス
- 本田恵子 『月の夜 星の朝 35ans（） 』 創美社〈office YOU COMICS〉、全6巻
  1. 2009年8月19日発売[10]、ISBN 978-4-42-015186-3
  2. 2010年2月19日発売[11]、ISBN 978-4-42-015201-3
  3. 2010年7月15日発売[12]、ISBN 978-4-42-015213-6
  4. 2011年1月19日発売[13]、ISBN 978-4-42-015225-9
  5. 2011年8月19日発売[14]、ISBN 978-4-42-015236-5
  6. 2012年4月19日発売[15]、ISBN 978-4-42-015248-8

### 続編D.S. コミックス
- 本田恵子 『月の夜 星の朝D.S.（）』 集英社クリエイティブ〈office YOU COMICS〉、全2巻
  1. 2013年12月25日発売[16]、ISBN 978-4-42-015280-8
  2. 2014年7月25日発売[17]、ISBN 978-4-42-015290-7

## 映画
1984年に映画化され、東宝系劇場で6月9日に公開された。同時上映は安田成美主演の『トロピカルミステリー 青春共和国』。

### 出演
- 梁川りお：青田浩子
- 坂本遼太郎：坂上忍
- 龍川幸美：伊藤かずえ
- 森村靖彦：尾美としのり
- 梁川夏江：うつみ宮土理
- 西野先生：金田賢一

### スタッフ
- 監督：石山昭信
- 脚本：那須真知子
- 音楽：井上大輔
- 主題歌：青田浩子「月の夜・星の朝」
- 挿入歌：坂上忍「J・D・BOY」
- 製作者：山本洋
- プロデューサー：佐藤正大
- 協力：日本バスケットボール協会、アシックス
- 製作協力：大映映像
- 製作：大映